# GMWE Nr. 1 bis 4, 6
| GMWE Nr. 1–4, 6 DR 99 5711–5714 | GMWE Nr. 1–4, 6 DR 99 5711–5714 | GMWE Nr. 1–4, 6 DR 99 5711–5714 | GMWE Nr. 1–4, 6 DR 99 5711–5714 |
| Technische Daten                | Technische Daten                | Technische Daten                | Technische Daten                |
| ------------------------------- | ------------------------------- | ------------------------------- | ------------------------------- |
|                                 | Nr. 1–4 99 5711–5712            | Nr. 6 99 5713                   | Nr. 1II 99 5714                 |
| Hersteller                      | Borsig                          | Borsig                          | Borsig                          |
| Baujahr                         | 1900–1902                       | 1907                            | 1919                            |
| Ausmusterung                    | 1926, 1965–1968                 | 1926, 1965–1968                 | 1926, 1965–1968                 |
| Achsformel                      | B'B n4vt                        | B'B n4vt                        | B'B n4vt                        |
| Spurweite                       | 1000 mm                         | 1000 mm                         | 1000 mm                         |
| Länge über Kupplung             | 7400 mm                         | 7850 mm                         | 8200 mm                         |
| Gesamtradstand                  | 4180 mm                         | 4180 mm                         | 4200 mm                         |
| Leermasse                       | 22,0 t                          | 22,0 t                          | 22,0 t                          |
| Dienstmasse                     | 28,0 t                          | 28,0 t                          | 28,0 t                          |
| Reibungsmasse                   | 28,0 t                          | 28,0 t                          | 28,0 t                          |
| Radsatzfahrmasse                | 7,0 t                           | 7,0 t                           | 7,0 t                           |
| Höchstgeschwindigkeit           | 35 km/h                         | 35 km/h                         | 35 km/h                         |
| Kuppelraddurchmesser            | 820 mm                          | 820 mm                          | 820 mm                          |
| Steuerungsart                   | Heusinger                       | Heusinger                       | Heusinger                       |
| Zylinderanzahl                  | 4                               | 4                               | 4                               |
| ND-Zylinderdurchmesser          | 400 mm                          | 400 mm                          | 405 mm                          |
| HD-Zylinderdurchmesser          | 265 mm                          | 265 mm                          | 265 mm                          |
| Kolbenhub                       | 400 mm                          | 400 mm                          | 400 mm                          |
| Kesselüberdruck                 | 12 bar                          | 12 bar                          | 12 bar                          |
| Anzahl der Heizrohre            | 106                             | 106                             | 106                             |
| Heizrohrlänge                   | 3300 mm                         | 3300 mm                         | 3300 mm                         |
| Rostfläche                      | 1,1 m²                          | 1,1 m²                          | 1,1 m²                          |
| Strahlungsheizfläche            | 4,34 m²                         | 4,34 m²                         | 4,34 m²                         |
| Verdampfungsheizfläche          | 49,4 m²                         | 49,4 m²                         | 49,4 m²                         |
| Wasservorrat                    | 2,5 m²                          | 2,5 m²                          | 2,5 m²                          |
| Brennstoffvorrat                | 1,4 m²                          | 1,4 m²                          | 1,4 m²                          |

Die GMWE Nr. 1–4, 6 waren Schmalspur-Dampflokomotiven der Bauart Mallet der Gera-Meuselwitz-Wuitzer Eisenbahn (GMWE). Die Deutsche Reichsbahn reihte die noch vorhandenen vier Lokomotiven am 1. April 1949 als Baureihe 99.571 ein.   
Für ihre krümmungsreiche Strecke beschaffte die GMWE als Erstausstattung 1901 drei vierachsige Lokomotiven der Bauart Mallet mit den Betriebsnummern 1–3. Mit dem Anstieg des Transportaufkommens wurden dann noch zwei weitere Lokomotiven bestellt, so dass 1907 fünf solche Loks im Einsatz waren. 
1915 musste die Lok Nr. 1 an die Heeresfeldbahn abgegeben werden. Die für den Betrieb dringend benötigte Lok wurde jedoch nie zurückgegeben. Ein deshalb bestellter Ersatzneubau war 1919 für die Gesellschaft nicht mehr bezahlbar. Eine Geraer Konsortium erwarb deshalb die Lok und verlieh sie an die Gesellschaft. Diese Ersatzlok erhielt die Nummer 1 in zweiter Besetzung. 1926 wurde die Lok Nr. 3 verschrottet.
Die 1946 verstaatlichte Eisenbahn wurde am 1. April 1949 von der Deutschen Reichsbahn übernommen. Die vier verbliebenen Loks wurden als 99 5711–5713 (Nr. 2, 4, 6) und 99 5714 (Nr. 1) in den Bestand aufgenommen.
Zwischen 1965 und 1968 wurden alle Lokomotiven ausgemustert und verschrottet.
Alle Maschinen waren technisch gleich, hatten jedoch etwas abweichende Ausführungen bei Wasserkästen und Führerhäusern. 